# Tour de l'Argentiera
La tour de l'Argentiera (en italien : Torre dell'Argentiera), est une tour côtière située dans la commune de Monte Argentario (province de Grosseto), en Toscane,. Son emplacement est dans la partie nord du promontoire de l'Argentario, non loin de la ville de Porto Santo Stefano.

## Historique
La tour a été construite au Moyen Âge, lorsque tout le territoire était contrôlé par les Aldobrandeschi. À cette époque, le bâtiment turriforme était situé au centre d'une zone entourée par les courtines d'une forteresse extérieure. Passée par la suite à la république de Sienne, elle fut en grande partie reconstruite en 1442, tout en conservant certains éléments architecturaux préexistants.
Dans la seconde moitié du XVIe siècle, avec le passage de Monte Argentario à l'État des Présides, la fortification devint un point de guet d'importance secondaire dans le système défensif du promontoire conçu par les Espagnols, à tel point que dans certains documents et sur des cartes datant du XVIIe siècle la tour est souvent décrite comme abandonnée ou pas du tout mentionnée.
La mise hors service précoce de la structure défensive a déterminé la lente et inexorable dégradation que l'ensemble du complexe a subie, entraînant la perte inévitable du fort extérieur au fil du temps ; actuellement, la structure architecturale militaire est devenue propriété municipale.

## Description
La tour a une section quadrangulaire avec des murs épais recouverts de calcaire où se trouvent quelques meurtrières à différentes hauteurs ; du côté nord se trouvait la porte d'entrée de la tour, accessible par un escalier extérieur perdu qui se terminait presque certainement par un pont-levis. La porte d'accès, de forme rectangulaire avec une architrave, se termine par un précieux arc en plein cintre d'origine médiévale. Dans l'ensemble, la tour est divisée en trois niveaux.
La partie supérieure, laissée sans couronnement en raison de la longue détérioration, présentait à l'origine un crénelage qui délimitait la terrasse depuis laquelle les sentinelles exerçaient leurs fonctions d'observation et d'émission de signaux lumineux en cas de danger, afin de pouvoir communiquer avec les autres tours de la zone.
Le bâtiment turriforme est situé au centre d'une zone circulaire délimitée par les restes des courtines de l'ancienne forteresse extérieure du Moyen Âge.